# Фарахназ Пехлеві
Принцеса Фарахназ Пехлеві (* 12 березня 1963, Тегеран, Іран) — старша дочка шаха Ірану Мохаммеда Реза Пехлеві і його третьої дружини, шахбану Фарах Діба. Має титул «Її імператорська Величність». Живе в Нью-Йорку.

## Освіта
Навчалася в спеціальній школі Ніаваран в Тегерані, школі Етель Вокер в Сімсбері (штат Коннектикут, США) і в Каїрському американському коледжі в Каїрі (Єгипет). З 1981 по 1982 відвідувала коледж Беннінгтон в місті Беннінгтон (штат Вермонт). Отримала ступінь бакалавра з соціальної роботи Колумбійського університету в 1986 та ступінь магістра дитячої психології того ж університету 1990.
Відповідно до статті за 2004 рік в Los Angeles Times, за наявними повідомленнями, намагалася знайти роботу в міжнародних гуманітарних організаціях, таких як ЮНІСЕФ, але, як стверджує її мати, їй відмовили через походження.

## Цікаві факти
- У серпні 2000 зображення Фарахназ було показано на екрані стадіону Madison Square Garden протягом концерту іранської співачки Ґуґуш в Нью-Йорку. Коли виступ закінчився, принцеса у вигнанні дала інтерв'ю кореспонденту New York Times.

- Під час батьківської коронації в 1967, Фарахназ (тоді їй було 4 роки) мала діамантову тіару, зроблену з цієї нагоди Van Cleef & Arpels.